# The White Stripes (álbum)
The White Stripes es el álbum debut de la banda estadounidense The White Stripes, lanzado en 1999.

## Lista de canciones
| N.º | Título                                                                                       | Escritor(es)                                               | Duración |  |
| 1.  | «Jimmy the Exploder»                                                                         | The White Stripes                                          | 2:29     |  |
| 2.  | «Stop Breaking Down»                                                                         | Robert Johnson                                             | 2:20     |  |
| 3.  | «The Big Three Killed My Baby»                                                               | The White Stripes                                          | 2:29     |  |
| 4.  | «Suzy Lee»                                                                                   | The White Stripes                                          | 3:21     |  |
| 5.  | «Sugar Never Tasted So Good»                                                                 | The White Stripes                                          | 2:54     |  |
| 6.  | «Wasting My Time»                                                                            | The White Stripes                                          | 2:13     |  |
| 7.  | «Cannon» (Contiene partes de la canción John The Revelator, popular entre artistas de blues) | The White Stripes                                          | 2:30     |  |
| 8.  | «Astro»                                                                                      | The White Stripes                                          | 2:42     |  |
| 9.  | «Broken Bricks»                                                                              | Stephen Gillis/Jack White                                  | 1:51     |  |
| 10. | «When I Hear My Name»                                                                        | The White Stripes                                          | 1:54     |  |
| 11. | «Do»                                                                                         | The White Stripes                                          | 3:05     |  |
| 12. | «Screwdriver»                                                                                | The White Stripes                                          | 3:14     |  |
| 13. | «One More Cup of Coffee»                                                                     | Bob Dylan                                                  | 3:13     |  |
| 14. | «Little People»                                                                              | The White Stripes                                          | 2:22     |  |
| 15. | «Slicker Drips»                                                                              | The White Stripes                                          | 1:30     |  |
| 16. | «St. James Infirmary Blues»                                                                  | Es una canción tradicional Americana, de autor desconocido | 2:24     |  |
| 17. | «I Fought Piranhas»                                                                          | The White Stripes                                          | 3:07     |  |

## Créditos
- Jack White - Guitarra, Piano y Voz
- Meg White - Batería
- Johnny Walker - Guitarra adicional en "I Fought Piranhas" y "Suzy Lee"